# Trazodona
La trazodona (nom comercial a Espanya: Deprax) és un fàrmac antidepressiu de segona generació del grup químic de les fenilpiperazines. És un antagonista i inhibidor de la recaptació de serotonina (AIRS), amb efecte ansiolític i hipnòtic. Funciona pel fet d'augmentar la quantitat de serotonina al cervell.
S'ha publicat àmpliament el fet de tenir beneficis terapèutics notoris a la primera setmana de la seva administració en el pacient. La trazodona també té menys efectes adversos de tipus anticolinèrgics (xerostomia, restrenyiment i taquicàrdia) i simpaticolítics (hipotensió arterial, disfunció erèctil i anorgàsmia), especialment quan es compara amb els antidepressius tricíclics.

## Història
La trazodona es va descobrir i desenvolupar comercialment a Itàlia l'any 1961 pel laboratori de recerca Angelini amb l'objectiu de ser un antidepressiu de segona generació. El desenvolupament d'aquest fàrmac es fonamentà en la hipòtesi del dolor mental, postulada inicialment per a estudiar pacients en els quals es pensava que patien depressió a causa d'un llindar disminuït pel dolor.

## Indicacions
La trazodona s'indica pel tractament de la depressió clínica que cursa amb o sense ansietat. També s'empra en ocasiones per tractar l'esquizofrènia, la preocupació excessiva i l'abús d'alcohol, així com per controlar moviments anormals i incontrolables que poden experimentar-se com a efectes secundaris d'altres medicaments.
S'ha indicat la trazodona per controlar l'insomni, incloent aquells pacients amb fibromiàlgia o amb altres trastorns del son i malson.
S'ha estudiat l'ús de la trazodona a pacients amb trastorn de pànic, neuropatia diabètica, bulímia i el trastorn obssesivocompulsiu.

### Efectes clínics
La trazodona actua fonamentalment com a antagonista del receptor 5-HT2A i això produeix beneficis terapèutics en pacients amb ansietat i depressió. Els efectos inhibitoris de la trazodona sobre la recaptació de la serotonina i els receptors 5-HT2C són relativament lleus, aproximadament 15 vegades inferior que pel receptor 5-HT2A, i aquest efecte contribueix molt poc a les seves accions terapèutiques. Per aquesta causa, la trazodona no té propietats similars a altres inhibidors de la recaptació de la serotonina i, per tant, no sol estar associat amb l'augment de pes i de gana característic d'altres antagonistes del 5-HT2C incloent la mirtazapina.
La trazodona té un antagonisme parcial dels receptors 5-HT1A, generant la possibilitats que aquest antagonisme contribueixi a les acciones antidepressives i ansiolítiques
La potent capacitat de la trazodona de bloquejar els receptors adrenèrgics α1, la qual és igualment unes 3 veces inferior a l'afinitat pels receptors 5-HT2A, pot causar alguns efectes secundaris com la hipotensió ortostàtica i sedació. Per altra banda, aquesta inhibició adrenèrgica, conjuntament amb l'antagonisme del receptor 5-HT2A, pot ser la base de l'eficàcia de la trazodona com a hipnòtic. Això sembla probable perquè l'activitat de la trazodona com a antihistamínic és relativament dèbil i probablement clínicament insignificant; per tant, no pot explicar l'efecte inductor del son de la trazodona. En particular, la trazodona no disposa de cap afinitat pels receptors muscarínics i, per tant, no produeix efectes secundaris anticolinérgics.

## Farmacologia
La trazodona es comporta com un antagonista parcial del receptor 5-HT1A, similar a la buspirona i trandospirona, encara que conservant més activitat intrínseca. En aquests receptors, la trazodona actua com a antagonista:
- Receptor 5-HT1A (Kd = 78 nM)
- Receptor 5-HT2A (Ki = 13 nM)
- Receptor 5-HT2C (Ki = 192 nM)
- Receptor adrenèrgic α1 (Kd = 39 nM)
- Receptor adrenèrgic α₂ (Kd = 405 nM)
- Receptor H1 (Kd = 725 nM)

Ki representa l'afinitat pel receptor emprant mitjanes de les referències citades.
La trazodona actua com a inhibidor de recaptació en el cas del transportador proteic de la serotonina.
La m-clorofenilpiperazina (mcPP) és un metabòlit comú i actiu de la trazodona i d'altres medicaments (incloent l'etoperidona i la nefazodona) i té activitat com a agonista selectiu dels receptors de la serotonina i com a agent alliberador de la serotonina, fet pel qual s'ha suggerit que podria tenir un paper important en els beneficis terapèutics de la trazodona. No obstant això; la recerca científica no ha donat suport a aquesta hipòtesi i la mCPP fins i tot pot antagonitzar l'eficàcia de la trazodona, produint també altres efectes secundaris.

### Farmacocinètica
La trazodona s'absorbeix correctament després de la seva administració oral, tenint una concentració màxima sanguínia aproximadament a l'hora de la seva ingestió. L'absorció sol retardar-se pel menjar. La semivida d'eliminació és bifàsica: una primera fase de 3 - 6 hores i una segona fase de 5 - 9 hores. El metabolisme de la trazodona implica la formació de 3 o 4 metabòlits identificables en l'organisme humà, alguns dels quals poden contribuir als efectes adversos del medicament.
Aproximadament un 70% de la trazodona s'excreta per via urinària al cap d'unes 72 hores. La trazodona té una alta afinitat per proteínes sanguínies.

## Efectes secundaris
Una petita quantitat d'infants, adolescents i adults joves (fins a 24 anys) que van prendre antidepressius ("estimuladors de l'ànim") com la trazodona durant els estudis clínics van experimentar tendències autolítiques (pensaven en autolesionar-se o suïcidar-se, planejaven dur-ho a terme o com fer-ho o ho van intentar). Els infants, adolescents i adults joves que prenen antidepressius per tractar la depressió o altres trastorns mentals tenen més probabilitats de tenir pensaments autolítics que els seus homòlegs que no prenen antidepressius per tractar aquests trastorns. No obstant això; els experts no estan segurs sobre la magnitud d'aquest risc i fins a quin punt s'ha de tenir en compte aquesta consideració quan es decideix si un infant o adolescent ha de prendre un antidepressiu. Les persones menors de 18 anys no han de prendre regularment trazodona però, en alguns casos, un professional sanitari pot decidir que la trazodona és el millor medicament per tractar el trastorn de l'infant.

## Interaccions[41]
La trazodona augmenta l'efecte sedant de l'alcohol, antipsicòtics, hipnòtics, sedants, ansiolítics i antihistamínics. El seu efecte es veu augmentat per medicaments com la eritromicina, ketoconazole, itraconazole, ritonavir, indinavir i nefazodona i es veuen disminuït per la carbamazepina. Augmenta l'efecte dels relaxants musculars i els anestèsics volàtils. Hi ha cert risc de síndrome serotoninèrgica en associació amb antidepressius tricíclics i un cert risc de torsade de pointes amb fàrmacs que perllonguin l'interval QT. El risc de la síndrome serotoninèrgica i la toxicitat poden veure's augmentats si s'associa al Hypericum perforatum.